# Olmos Centenarios de la Ermita de Belén

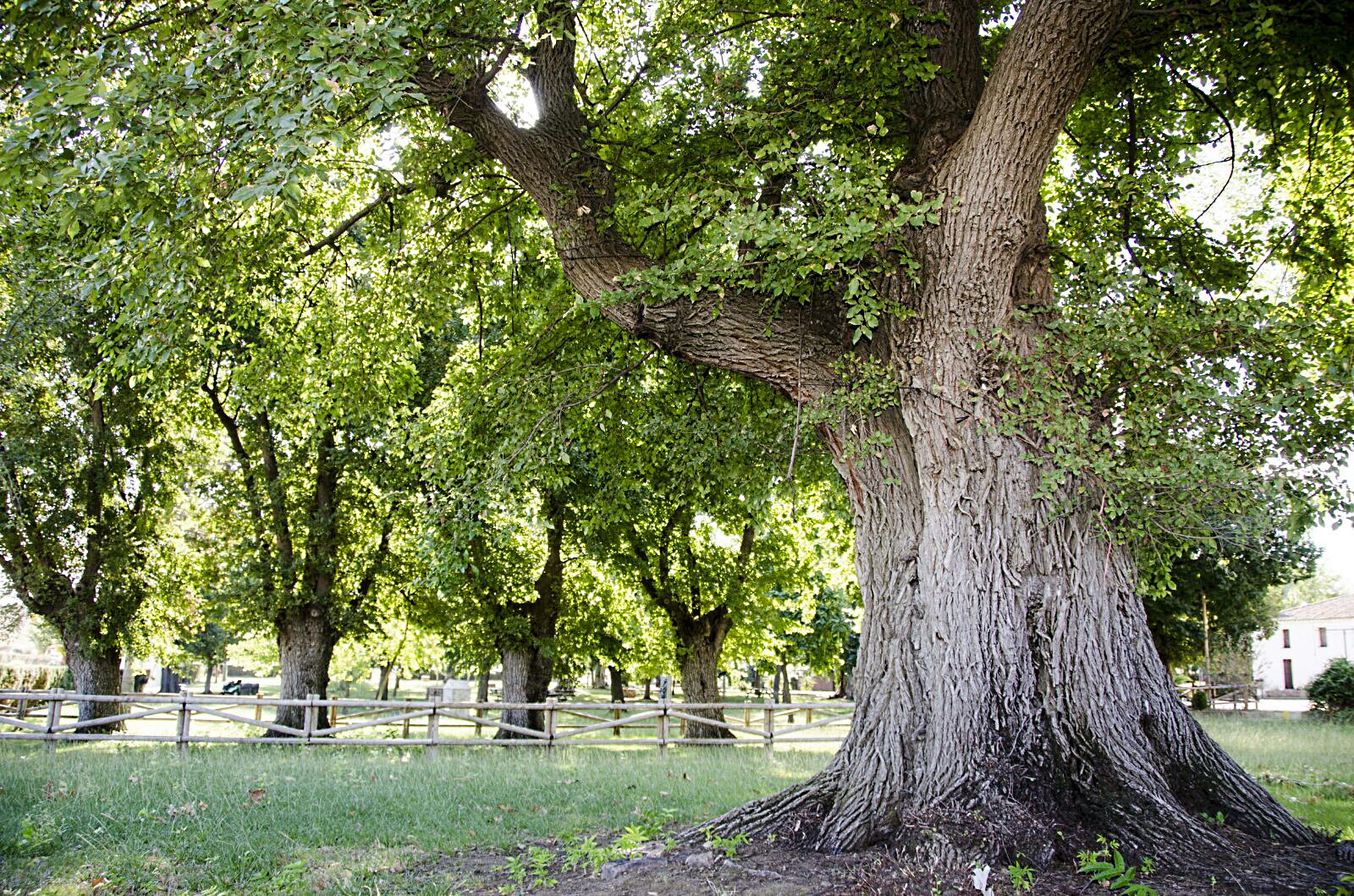
Olmos Centenarios de la Ermita de Belén

Los Olmos Centenarios de la Ermita de Belén son un conjunto de olmos comunes situado en el entorno de la ermita de Nuestra Señora de Belén, a 11 kilómetros de Cabeza del Buey, Badajoz. Constituyen un conjunto de árboles de más de 150 años de antigüedad, teniendo uno de sus ejemplares una altura de 14 metros.  Constituyen una de las escasas olmedas vivas que existen en el territorio español que han logrado sobrevivir a la grafiosis, enfermedad que ha acabado con gran parte de los olmos en Europa y en todo el mundo. El valor histórico de este lugar se ve complementado con su vinculación a la Romería de Nuestra Señora de Belén, que se celebra cada 27 de septiembre desde 1650.
Los Olmos Centenarios de Cabeza del Buey fueron elegidos aspirantes españoles al Concurso Árbol Europeo del Año en su edición de 2018. En el proceso de selección, recibieron 11.711 votos, quedando así por delante de los otros siete candidatos.
De esta manera, los olmos aspiraron a ser declarados "Árbol Europeo del Año". El resultado, que se dio a conocer el día 21 de marzo, Día Forestal Mundial en una ceremonia que tuvo lugar en el Parlamento Europeo, fue un segundo puesto, con 22.323 votos.